# 基姆薩查塔火山
18°23′S 69°03′W / 18.383°S 69.050°W

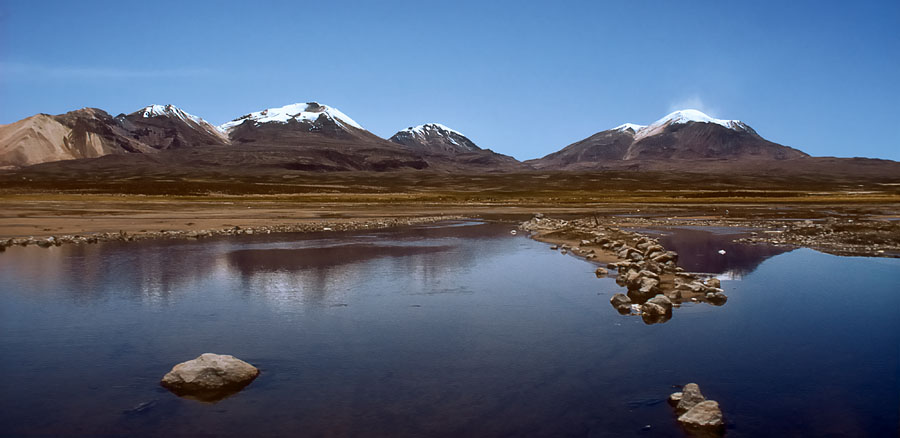

基姆薩查塔火山（Kimsa Chata），是南美洲的火山，位於玻利維亞和智利接壤的邊境，長8公里，俯瞰瓊加拉湖，屬於安第斯山脈的一部分，海拔高度6,052米。